# Brock Pierce
Brock Pierce est un acteur américain né le 14 novembre 1980 dans l'État du Minnesota (États-Unis).

## Filmographie
- 1992 : Les Petits champions (The Mighty Ducks) : Gordon (10 years old)
- 1994 : Les Petits champions 2 (D2: The Mighty Ducks) : Young Gordon
- 1994 : Little Big League d'Andrew Scheinman : Sidney
- 1995 : Méchant garnement (Problem Child 3: Junior in Love) (TV) : Duke
- 1995 : Trois vœux (Three Wishes) : Scott
- 1996 : Ripper Man : Kevin
- 1996 : Le Monde de minus (Earth Minus Zero) : Joey Heller
- 1996 : Président junior (First Kid) de David M. Evans : Luke Davenport
- 1997 : Legend of the Lost Tomb (TV) : John Robie
- 1997 : Au nom de toutes les femmes (Two Voices) (TV) : Brad
- 1997 : The Ride : Danny O'Neil

## Anecdotes
Il a créé en 2001 la société IGE, société de vente de produits virtuels. Brock Pierce a été candidat à la présidence américaine en 2020. Homme d'affaires impliqué dans la création de monnaie virtuelle, il serait devenu milliardaire aux États-Unis,.